# Certhidea fusca
Certhidea fusca là một loài chim trong họ Thraupidae.